# محمد دراغر
محمد دراغر (بالألمانية: Mohamed Dräger)‏ (مواليد 25 يونيو 1996 في فرايبورغ، ألمانيا) هو لاعب كرة قدم تونسي دولي يلعب لصالح نادي لوزيرن في دوري السوبر السويسري معارًا من نوتينغهام فورست و‌منتخب تونس لكرة القدم في مركز ظهير أيمن كما يمكنه اللعب في مركز وسط الجناح.

## المسيرة

### المسيرة مع الأندية
في 27 يوليو 2017، ظهر لأول مرة مع نادي فرايبورغ في الدوري الأوروبي، ضد نادي دومجاله السلوفيني. في عام 2018، انضم إلى نادي بادربورن 07 لمدة موسمين في سبيل الإعارة.

### المسيرة مع المنتخب
مع منتخب تونس تحت 17 سنة، يشارك في كأس العالم تحت 17 سنة 2013، التي نظمت في دولة الإمارات العربية المتحدة. خلال هذه المسابقة لعب أربع مباريات، وسجل هدفًا في مرحلة المجموعات ضد اليابان. خسرت تونس في ربع النهائي أمام الأرجنتين.
في 20 نوفمبر 2018، لعب دراغر مباراته الأولى مع تونس ضد المغرب، حيث دخل في الدقيقة 79 بدلاً عن نعيم سليتي.

## الإحصائيات

### الإحصائيات الدولية
آخر تحديث 25 يوليو 2019.
| المنتخب الوطني | العام   | المباريات | الأهداف |
| -------------- | ------- | --------- | ------- |
| تونس           | 2018    | 1         | 0       |
| تونس           | 2019    | 8         | 0       |
| المجموع        | المجموع | 9         | 0       |

## روابط خارجية
- محمد دراغر على موقع الاتحاد الأوربي (الإنجليزية)
- محمد دراغر على موقع قاعدة بيانات كرة القدم.إي يو (الإنجليزية)
- محمد دراغر على موقع ناشيونال فوتبول تيمز (الإنجليزية)
- محمد دراغر على موقع Soccerbase.com (لاعب) (الإنجليزية)
- محمد دراغر على موقع Soccerway.com (الإنجليزية)
- محمد دراغر على موقع عالم كرة القدم.نت (الإنجليزية)